# Университетско издателство „Стопанство“
Университетско издателство „Стопанство“ е българско университетско книгоиздателство, структура на Университета за национално и световно стопанство. Предмет на дейност на Университетското издателство е издаването на учебници и учебни помагала, на научни монографии и сборници.
Издателството притежава издателски идентификатор № 494 от Националната агенция за международен стандартен книжен номер.
Директори на издателството са били Георги Алексиев, Боян Дуранкев, Милчо Толев, Павел Димитров.
Главен редактор – Ваня Миленкова.
Председател на Издателския съвет е проф. д-р Павел Димитров, а изпълнителен директор е Зоя Симова.